# Tuniský bejlik
Tuniský bejlik (arabsky بايليك تونس, osmansky Beyliğ-i Tunus) byl severoafrický autonomní vazalský stát Osmanské říše a monarchie tuniské dynastie Husajnovců. Nová dynastie byla založena roku 1705 Husejnem ibn Alím a svou upadající zemi vedla k novému rozkvětu. Vláda Husajnovců byla v podstatě nezávislá, formálně však uznávající svrchovanost tureckého sultána. Dne 12. května 1881 se Tunisko stalo francouzským protektorátem.

## Státní symbolika

vlajka:
husajnovská vlajka Tunisu do roku 1827
tuniská vlajka 1827–1881
vlajka tuniského beje